# ديفيراسيروكس
ديفيراسيروكس هو دواء يستخدم لاستخلاب الحديد عن طريق الفم. يستخدم الدواء لعلاج اكتناز الحديد في المرضى الذي يتعرضون لنقل الدم لفترات طويلة كما في حالات الثلاسيميا وفقر الدم المزمن. يسوق تحت اسم إكسجيد (Exjade) ويعد أول دواء يستخدم لهذه الاستخدامات يحصل على الترخيص في الولايات المتحدة.
حصل الدواء على ترخيص إدارة الغذاء والدواء في الولايات المتحدة في نوفمبر 2005. كما حصل على ترخيص وكالة الأدوية الأوروبية في الاتحاد الأوروبي ليستخدم من عمر 6 سنوات فأكثر في حالات اكتناز الحديد بسبب نقل الدم المزمن.

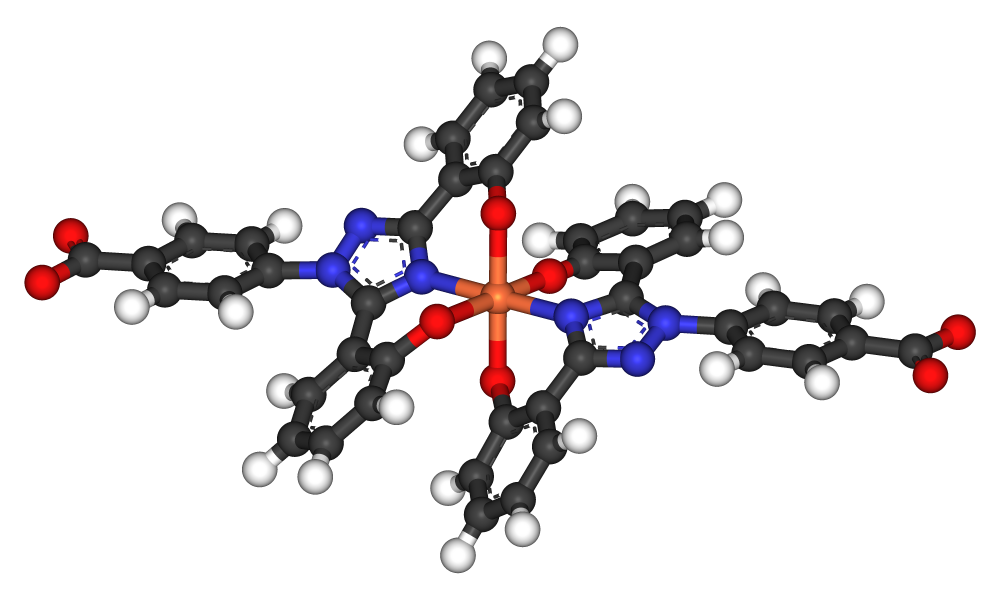
جزيئتا ديفيراسيروكس ترتبطان بذرة حديد

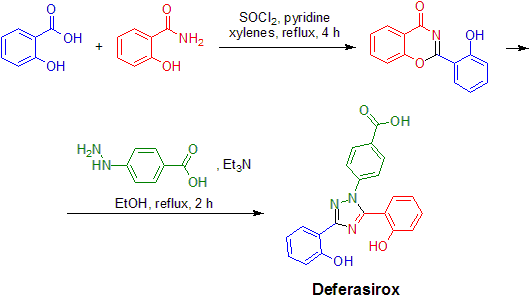
تكوين ديفيراسيروكس